# Lumbricillus kaloensis
Lumbricillus kaloensis é uma espécie de anelídeo pertencente à família Enchytraeidae.
A autoridade científica da espécie é Nielsen & Christensen, tendo sido descrita no ano de 1959.
Trata-se de uma espécie presente no território português, incluindo a sua zona económica exclusiva.